# Стано, Массимо
Массимо Стано (итал. Massimo Stano; род. 27 февраля 1992, Грумо-Аппула, Апулия) — итальянский легкоатлет, чемпион летних Олимпийских игр 2020 в Токио в спортивной ходьбе на 20 км.

## Биография и спортивная карьера
Родился в Грумо-Аппула, вырос в Пало-дель-Колле. Начал заниматься лёгкой атлетикой в 11 лет с Fiamma Olimpia Palo, в основном бегом на средние дистанции, а затем в 14 лет практиковался в спортивной ходьбе со своим тренером Джованни Закчео.
Первый крупный результат в лёгкой атлетике был получен на чемпионате Европы по легкой атлетике среди юношей до 23 лет в Тампере, где он сначала финишировал четвёртым, но выиграл сначала бронзовую медаль, а затем серебро после дисквалификации из-за допинга двух россиян. Чтобы улучшить свои результаты, он уехал из Пало в Сесто-Сан-Джованни с новым тренером Алессандро Ганделлини.
На чемпионате мира 2015 года в Пекине занял 19 место.
Получив слишком много травм, он, наконец, решил снова сменить местоположение и отправился в Кастель Порциано, где работал и тренировался в казармах Fiamme Gialle. Его новым тренером становится Патрицио Персесепе. Очень быстро он начал показывать лучшие результаты: выиграл национальный чемпионат с личным рекордом, занял третье место на командном чемпионате мира по спортивной ходьбе ИААФ 2018 года в Тайканге, Китай и четвёртое место на чемпионате Европы в Берлине, финишировав всего в 1 секунде от подиум. В июне 2019 года он установил новый национальный рекорд — 1:17:45, но тогда он финишировал только 14-м на чемпионате мира 2019 года в Дохе. 2020 год также был трудным годом с большим количеством травм (периостит), и с пандемией Covid он снова начал ходить на Кубок Европы в Подебрадах 16 мая 2021 года, где финишировал 8-м.
На летних Олимпийских играх 2020 года соревнования по спортивной ходьбе на 20 км, проходили в Саппоро, Япония. Здесь Массимо Стано пришёл первым и стал олимпийским чемпионом.